# 松奇诺
松奇诺（義大利語：Soncino），是意大利克雷莫纳省的一个市镇。总面积41平方公里，人口7700人，人口密度187.8人/平方公里（2009年）。国家统计（ISTAT）代码为019097。